# 알략산드르 부이케비치
알략산드르 미칼라예비치 부이케비치(벨라루스어: Аляксандр Мікалаевіч Буйкевіч, 러시아어: Александр Николаевич Буйкевич 알렉산드르 니콜라예비치 부이케비치[*], 1984년 11월 19일 ~)는 벨라루스의 펜싱 선수로 주 종목은 사브르이다. 2012년 하계 올림픽에서 남자 사브르 개인전과 단체전에 참가하였다. 그는 개인전 32강전에서 프랑스의 볼라데 아피티를 15-11로 이겼으나, 16강에서 루마니아의 라레슈 두미트레스쿠에 6-15로 패하며 탈락하였다. 단체전도 7위로 마감하였다.